# Weichselzopf

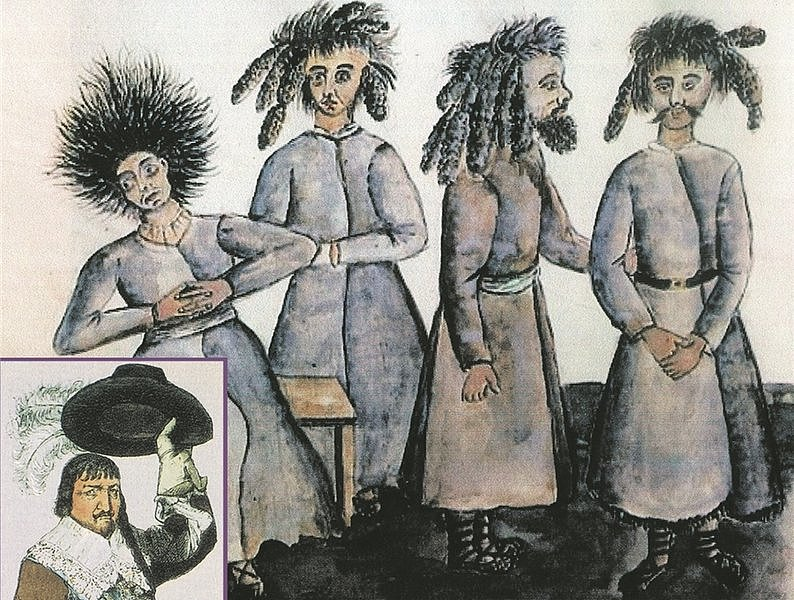
Weichselzöpfe in verschiedenen Formen (Darstellung von 1854)

Der Weichselzopf (auch Wichtel-, Wüchsel-, Schrötleins- oder Judenzopf, Haarschrötel, Trichoma, Cirragra, Plica polonica genannt) ist die historische Bezeichnung für eine massive Zusammenballung verfilzter Kopfhaare zu einem unentwirrbaren Geflecht, die im Extremfall auch das Haupthaar als Ganzes betreffen kann. Bei dem Weichselzopf handelt es sich maßgeblich um ein Krankheitsbild und ist somit nicht mit Dreadlocks zu vergleichen. Der Begriff wurde auch im übertragenen Sinne für Gedankengänge und literarische Werke angewendet.

## Geschichte

### Namensursprung

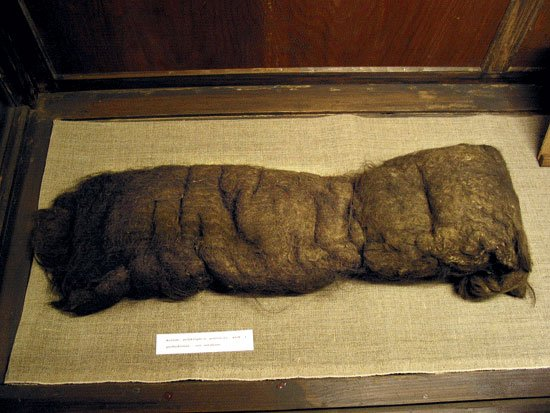
1,5 m langer Weichselzopf im Medizinhistorischen Museum in Krakau

Der Weichselzopf als Krankheitssymptom war im Mittelalter und noch bis zum 16. Jahrhundert auch in Deutschland nicht selten und soll sich in der Schweiz, in Belgien, im Elsass und am Rhein gefunden haben. Im 19. Jahrhundert kam er noch in den Donauländern und in Polen vor, woher die lateinische Bezeichnung plica polonica und die englische polish plait rühren. Auch der deutsche Begriff nimmt Bezug auf die Region Polen um die Weichsel.

### Medizin

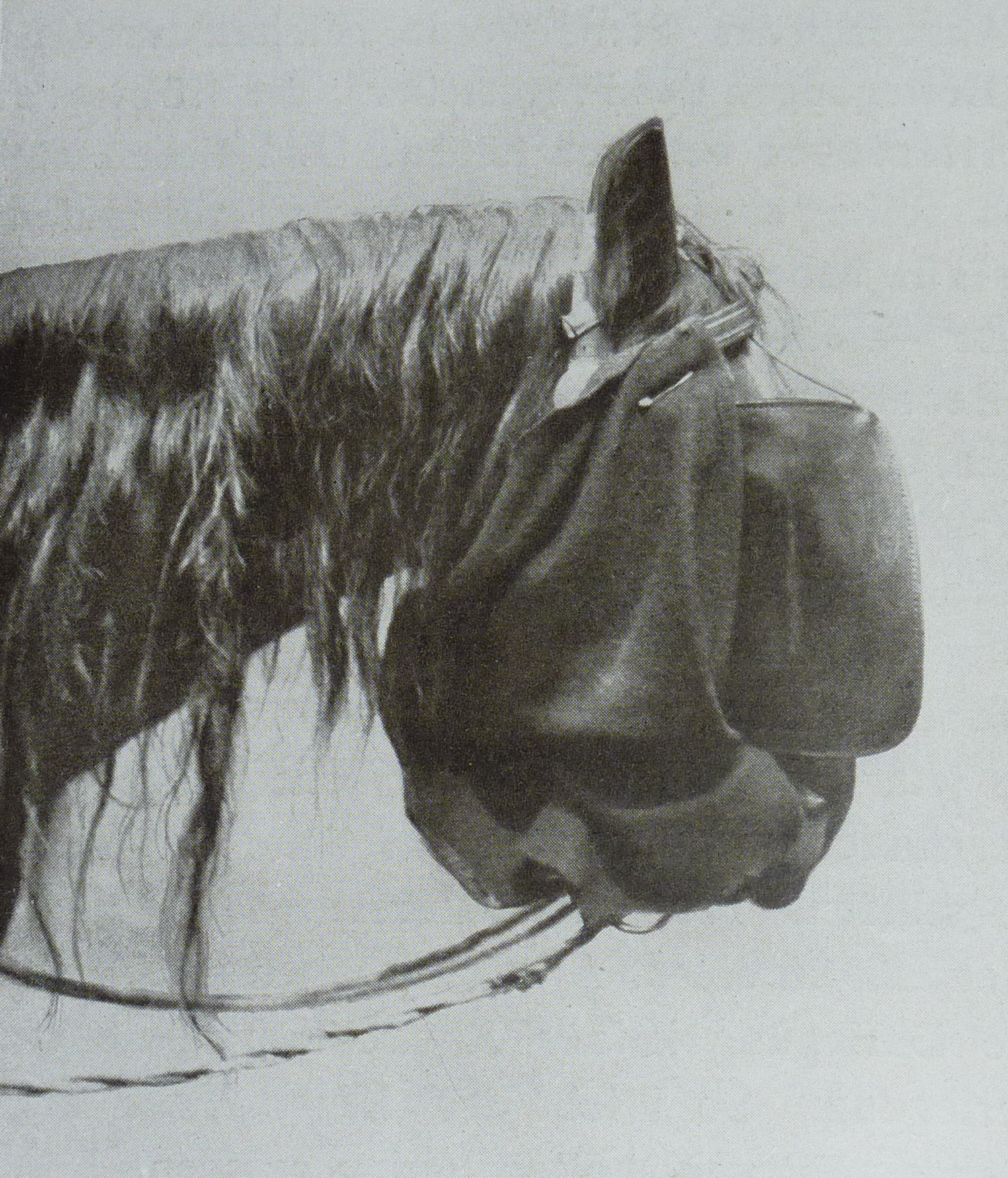
Weichselzopf im Mähnenhaar des Klugen Hans

Der Weichselzopf wurde auch Gegenstand medizinischer Betrachtungen, da er häufig von Hauterkrankungen begleitet war und mit in den ärmeren Bevölkerungsschichten verbreiteter mangelnder Hygiene einherging. Es entstand in diesen krankheitswertigen Fällen zunächst an einzelnen Punkten und später über die ganze Fläche der Kopfhaut ein nässender Ausschlag, der größtenteils zu Schorf eintrocknete und die Haare zu einem dichten, filzartigen Gebilde verklebte. Da ein Auskämmen des Haars zum Teil aufgrund der Schmerzhaftigkeit, zum Teil aus Aberglauben vermieden wurde, lagerte sich in dem Haarfilz, abgesehen von dem Schorf, Schmutz aller möglichen Art ab, der die Haarmasse noch dichter machte und auch Läuse beherbergen konnte, deren Nissen ebenfalls zur Verklebung beitrugen. Von medizinischer Seite wurde daher Sorge für Reinlichkeit der Haare und Haut gefordert, um diese Erscheinungen zu verhüten. So heißt es etwa in Meyers Konversations-Lexikon (4. Auflage von 1888 bis 1890): „Nur schert man am besten frühzeitig das Haar ab und kämmt und bürstet sehr sorgfältig. Bei einem veralteten Weichselzopf wird am besten die Kur mit dieser Prozedur begonnen, um den weiterhin anzuwendenden örtlichen Mitteln die Möglichkeit gründlicher Einwirkung auf die erkrankte Kopfhaut zu geben.“
In humanmedizinischen und hygienischen Werken taucht der Begriff Weichselzopf vor allem bis etwa 1910 und in abnehmendem Maße und in zunehmend historischer Betrachtung bis kurz nach 1920 auf, danach fast nur noch in Wörterbüchern, um eine Verfilzung der Haare durch die Nissen hochgradiger Kopfverlausung und Ekzemkrusten zu beschreiben, oder als Anmerkung. In tiermedizinischen Werken wurde er vor allem im Zusammenhang mit Pferden verwendet.